# Plusia kurilensis
Plusia kurilensis là một loài bướm đêm trong họ Noctuidae.